# Carol Skelton
Pour les articles homonymes, voir Skelton.
Carol Skelton (née le 12 décembre 1945 à Biggar, Saskatchewan) est une femme politique canadienne et ancienne ministre canadien du Revenu national et ministre de la Diversification de l'économie de l'Ouest canadien.

## Biographie
Elle est d'abord élue députée à la Chambre des communes du Canada aux élections fédérales de 2000 dans la circonscription de Saskatoon—Rosetown—Biggar sous la bannière de l'Alliance canadienne. Elle est chef adjoint de l'Alliance canadienne pour six mois en 2003 avant de se joindre au nouveau Parti conservateur du Canada.
Elle est réélue lors des élections générales de 2004, remportant une majorité de plus de 2000 voix sur le candidat néo-démocrate Dennis Gruending. En opposition, elle est porte-parole conservatrice pour plusieurs dossiers, notamment la Santé publique et le Développement social, le Développement des ressources humaines et la Diversification de l'économie de l'Ouest canadien.
En 2006 elle est de nouveau réélue, défaisant la candidate néo-démocrate Nettie Wiebe par 6.3 % des voix. Elle est nommée ministre du Revenu national au sein du cabinet de Stephen Harper le 6 février 2006.